# Звур
Звур (Звор) — річка в Українських Карпатах, у межах Перечинського району Закарпатської області. Права притока Тур'ї (басейн Ужа).

## Опис
Довжина 14 км, площа басейну 33,2 км². Похил річки 69 м/км. Річка типово гірська. Долина вузька і глибока, заліснена (переважно у верхній течії). Річище слабозвивисте, порожисте.

## Розташування
Звур бере початок на північ від села Полянська Гута, при південно-західних схилах масиву Полонина Руна (частина Полонинського Бескиду). Тече спершу на південь, у межах села Полянська Гута — на південний схід, у пониззі — знову на південь. Впадає до Тур'ї в північній частині села Тур'я Поляна.